# مزرعة رئيسي (رودبار)
مزرعة رئیسي (بالإنجليزية: Mazraeh-ye Riyisi)‏ هي مستوطنة تقع في إيران في قسم رودبار الريفي.